# ローマ法
ローマ法（ローマほう、伊: Diritto romano、独: römisches Recht、仏: droit romain、英: Roman law、羅: dreptul roman、西: derecho romano）とは、狭義には古代ローマや中世の東ローマ帝国の法体系であり、広義には中世の西ヨーロッパで復活し発展した普通法（ユス・コムーネ）としてのローマ法も含む。古代ギリシア哲学やキリスト教とともに、ヨーロッパ文明を特徴付ける一大要素である。

## 概要
ローマ法は、十二表法（紀元前449年）からユスティニアヌスの『市民法大全』（530年ころ）までの1,000年以上にわたって発展し続けてきた長い歴史を有する。
ユスティニアヌス法典として記録されたローマ法は、まず東ローマ帝国において成立・発展し、東ヨーロッパおける法制度および法実務の基礎となった。
西ヨーロッパでは、ローマ法は、ゲルマンの慣習の影響を受けて一度は忘れ去られたかに見えたが、教会法やレーエン法と混交された結果、普通法として独自の発展を遂げ、イングランドおよびウェールズを除いたヨーロッパ「大陸」の法制度および法実務の基礎となり、英米法系に対比される大陸法系の生みの親となった。
「ローマ法」という言葉は、広義には、古代ローマの法制度ばかりでなく、ユス・コムーネのことをいう。ユス・コムーネは、法が法典化される前の18世紀末までの西欧諸国で適用されたが、ドイツにおいては、これ以降もユス・コムーネが実際に適用され続けた。それは、ヨーロッパやその他の地域における近代的大陸法制度の多くがローマ法の多大な影響を受けているためである。特に私法の分野ではこの影響が顕著である。
ローマ法がイギリスの法制度に与えた影響は、ヨーロッパ大陸の法制度に与えた影響と比較すれば、かなり小さなものではあるが、それでも、イギリスや北アメリカのコモン・ローでさえ、ローマ法から継受したものがみられる。
日本は、明治維新後大陸法を継受したので、その法制度も、少なからずローマ法の影響を受けている。
ローマ法の影響は、現在の法学の用語にも広く及んでおり 、契約締結上の過失 (羅: culpa in contrahendo)、合意は守られるべし (羅: pacta sunt servanda)、先例拘束の原則 (羅: stare decisis)といった例がある。

## 歴史

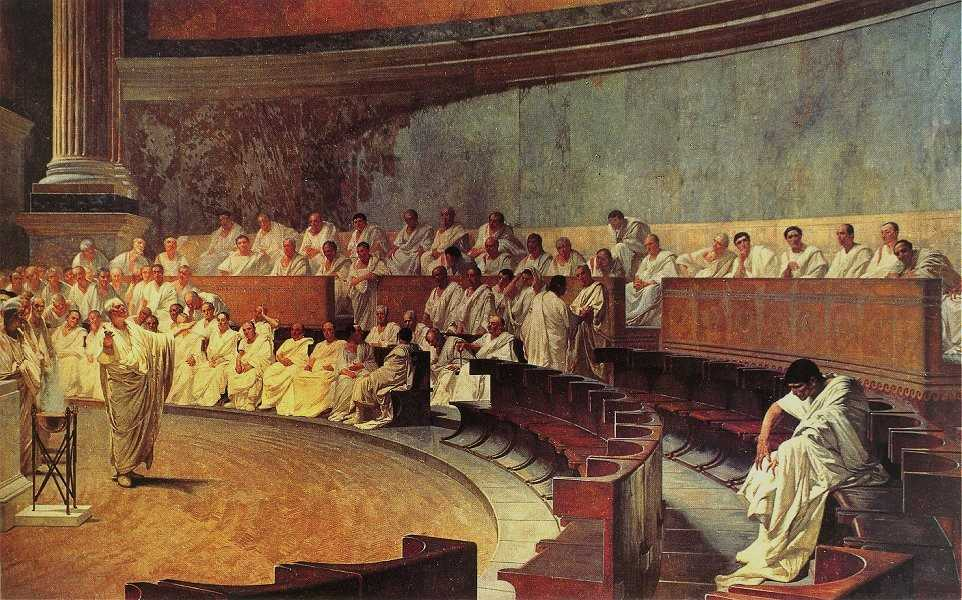
元老院でカティリナを攻撃するキケロ
チェーザレ・マッカリ画（1888年）

### 十二表法先史(王政期)
ローマ建国の時期は明確になっていないが、ロームルスとレムスに始まる伝説はともかく、少なくとも考古学的には紀元前8世紀に遡ることができるとされており、一人の王が貴族（パトリキ）と平民（プレブス）を統治する王政がとられていた。先住民は、「父たち」と呼ばれ、平民は後に移住してきた人々であり、王政の最後の3代の王がエトルリア人であったことから多民族国家であったと考えられている。平民は王の選定にあたり、クリア民会を通じて政治に参加したが、王の「就任式」には鳥卜官(アウグル)と呼ばれる神官が関与していた。当時（紀元前754年 - 紀元前201年）の市民法は、ローマ市民にのみ適用され、鳥卜官に象徴される現代ではその詳細は不明な当時の宗教と密接に結びついた原始的で儀式的な性質を有しており、厳格な形式性、記号性および保守性を特徴としていた。
ローマ法の発展が始まった日を正確に特定することはできないが、内容まである程度判明する最初の法的文書は、十二表法である。もっとも、原始的儀式と法的理論を結びつけた握取行為のように重要な法律行為のほとんどは、十二表法が成立する前の王政期にすで成立・発展していたのであって、王政が倒れ共和政期に入ってから、その将来の方向性が定まった。
そもそもローマ人には法を法典化しようという一般的な傾向はなかった。そのために、ローマ法が法典化されたのは、ローマ法の歴史の中でも最初（十二表法）と最後（ユスティニアヌスの『市民法大全』)のみであり、ローマ法は長い年月をかけて歴史的に発展した不文の慣習法であった。共和政期に十二表法によって定まった方向性が帝政がとられた古典期に多くの法学者によって理論的に体系化・精密化していって発展し、その成果を集大成して法典化したのがユスティアヌス帝期の市民法大全てみある。したがって、ローマ法の歴史は、大きく分けて十二表法成立期、古典期とユスティニアヌス法成立期によって区分される。
王政末期から共和制初期には、開戦和平に対する権限を有していた武装集団であったケントゥリア民会が法律を制定し、上級政務官を選定する権限を有するようになっていった。

### 十二表法成立期(共和政期)
この時代に重要な法源となったのが、パトリキとプレブスとの間の闘争の結果として制定されたと伝承に残る十二表法である。十二表法は紀元前449年に十人委員会によって起草された。その断片が記録されて残っているが、そこから分かるのは、十二表法は近代的な意味での法典といえるものではなかったということである。十二表法は、いかなる事案にも法的解決を与えるような適用可能なあらゆる規則を完全かつ首尾一貫した体系として提示することを目的としたわけではなかった。
そのため、その後、十二表法を補完し、修正するためにいくつもの法が制定されていくが、それには、紀元前445年のカヌレイウス法（パトリキとプレブスの婚姻を認めたもの）、紀元前367年のリキニウス・セクスティウス法（公有地の所有に制限を設け、執政官の1人をプレブスとすることを保障したもの）、紀元前300年のオグルニウス法 （プレブスにも神官になる道が開かれた）などがある。
紀元前287年のホルテンシウス法は、平民会の決議に全市民を拘束する権限を与え、以後平民会は大きな権限を持つようになった。平民会が議決した最初の法は、紀元前286年のアクィリウス法であり、これは他人の奴隷または大型の家畜を不法に殺害した者に一定の銅貨を支払うべきことを定め、不法行為法の原点とされている。
十二表法は、その制定当時に既に存在していた慣習法を変更することを意図した個別的な規定をいくつも集めたものであるが、これらの規定の中で最も大きな部分を占めるのは、私法と民事訴訟に関するものであった。そのためローマ法は私法を中心に発展していくことになる。もっとも十二表法は、あらゆる法分野に関係しており、これをなるべく広く柔軟に解釈していくことによって妥当な結論を得ようとする傾向を生み出した。そのため、「十二表法はすべての法の源である。」と言われた。
ローマのヨーロッパ法文化に対する最も重要な貢献といえるのは、よく練られた成文法が制定されたことではなく、ギリシャ哲学の科学的方法論を法律問題（ギリシャ人自身はこれを科学として取り扱ったことはなかった）に適用するヘレニズム法学と呼ばれるローマ法学の成立と専門家集団としての法律家の出現である。
ローマ法学の起源はグネウス・フラウィウスの伝説に求められる。フラウィウスの時代の前には、法廷において訴訟を開始するために用いるべき術語を集めた式文集は秘密のもので、神官にしか知られていなかったといわれている。フラウィウスは、紀元前300年ころ、これを盗み見て式文集を出版し、以後、神官でなくてもこれらの法的文書を探求することができるようになったとされている。この伝説が信用できるか否かはともかく、紀元前2世紀には、法律家の活動が盛んになり、法学論文が多数書かれるようになったのは事実である。共和政時代の有名な法律家の中には、法のあらゆる側面についての膨大な論文を書き、後世に多大な影響を与えたクィントゥス・ムキウス・スカエウォラや、キケロの友人であったセルウィウス・スルピキウス・ルフスがいる。それ故、紀元前27年に共和政ローマが倒れ、代わって元首政という独裁体制が成立したころには、既にローマには非常に洗練された法制度と一新された法文化が存在していた。

### 古典期前
おおよそ紀元前201年から紀元前27年までの間には、法が時代の必要に合わせてより柔軟に発展していった。第二次ポエニ戦争で勝利したローマは、その勢力の拡大と共に外国人に関する法律問題に対処する必要が生じたが、古い形式的な「市民法」はこれに対処することができなかった。十二表法で定められた民事訴訟手続は、ローマ市民のみに適用され、確定文言によって訴権を定める厳格な形式性・保守性を特徴とする儀礼的なもので、一度間違えるとやり直しがきかず、原告が敗訴するという硬直性を有していた。
このような必要に応じて法務官法ないし名誉法が登場すると、古い形式主義を修正する万民法という新しいより柔軟な原理が採用された。新たな必要に法を適応させてゆくという方法論は、法律実務や公職者、そして特に法務官にはすっかり定着した。法務官は立法者ではなく、告示を発する場合にも、技術的には新しい法を創造したわけではなかった。しかし、実際には、法務官が判定した結果は法律上保護され（訴権の付与）、事実上新しい法規制の源となることもしばしばあった。後任の法務官は前任の法務官の告示に拘束されなかったが、前任者の告示が有用なものであることが明らかになれば、後任者もその告示を援用して判定を示していた。このようにして永続的な内容が創造され、告示から告示へと受け継がれていった。
こうして、時代の流れを超えて、法務官法という新しい体系が登場し、市民法と併存しながら、これを補充し、修正していた。実際にも、有名なローマ法学者アエミリウス・パーピニアーヌスは、法務官法を次のように定義した。「法務官法は、市民法を公共の利益のために補充し、あるいは修正するために、法務官によって導入された法である」。
やがて方式書訴訟は、ローマ市民にも適用されるようになっていき、十二表法で定められた形式的な民事訴訟手続は廃止され、後に市民法と法務官法は市民法大全において融合するに至る。

### 古典期
紀元前50年ころから紀元後230年ころまでを古典期という。紀元前27年、オクタウィアヌスが元老院からプリンケプス（元首）として多くの要職と「アウグストゥス」（尊厳なる者）の称号を与えられると、共和政の名目の下、帝政が開始する。アウグストゥスは、極めて優秀と認められる法学者に回答権を与え、このことがローマ法とローマ法学の発展を促した。この時代の最初の250年間は、ローマ法学が最高度に達し、完成をみた時期である。この時期の法律家が文章と実践の両面で到達した成果がローマ法の独特の姿を形作っている。
3世紀になると、民会による立法はその重要性をほぼ失い、皇帝による勅法が重要な法源となっていった。その際、法律家は様々な役目を果たし、彼らは民間の訴訟当事者の求めに応じて法的意見を述べた。彼らは裁判を運営することを任された公職者（その最も重要な者が法務官）に助言した。法務官は、その在任期間の最初に公布する告示において、その任務をいかに遂行するのか、および特定の手続を運営する準則となるべき式文集を明らかにしたが、法律家は法務官のこの告示の起草に助力した。法律家の中には、自ら裁判部門や行政部門で高位に就く者もあった。
法律家は、あらゆる種類の法注釈書や取決めも産み出した。130年ころ、ハドリアヌスの命によってサルウィウス・ユリアヌスは『永久告示録』を編纂し、これ以降の法務官は全てこれを用いることとなり、法務官法はその発展を止めた。この告示は、法務官が訴訟を許し、答弁を認めるあらゆる事例の詳細な説明をその内容としていた。そのため、この標準告示は、公式には法としての強制力を持たなかったけれども、包括的な法典にも似た機能を果たすことになった。そこに法的申立てを成功させるために必要な条件が示されていたからである。この告示はそれ故ユーリウス・パウルスやドミティウス・ウルピアヌスのような後代の古典期法学者が法注釈書を拡充する際の基礎となった。
古典期前や古典期の法学者が発展させた新しい概念や法制度は枚挙にいとまがない。ここではそのうちいくつかを例として挙げる。
- ローマ法学者は物を利用する法的権利（所有権）とそれを利用したり操作することができる事実上の能力（占有）とを明確に分離した。また、彼らは、法律上の義務の原因としての契約と不法行為との間の区別を見出した。
- 大陸法系の法典に規定がある契約の標準類型（売買、雇用契約、貸借、役務契約。日本の民法学では有名契約という）とこれらの契約相互間の特徴付けはローマ法学によって進められた。
- 古典期の法律家ガイウス（160年ころ）は、あらゆる問題を「ペルソナ」（人）と「レス」（物）と「アクチオ」（訴権、訴訟）に区分し、この区分を基礎として私法の体系を発案した。この体系は何世紀もの間用いられた。その業績は、ウィリアム・ブラックストンの『イングランド法注解』のような法書やナポレオン法典の制定にも影響を及ぼしている。日本の民法総則や商法において「人」「物」「行為」（ただし、商法には「物」はない）の順で条文が分類され並んでいるのもこの影響である。

紀元後212年にカラカラ帝が帝国内の全住民にローマ市民権を拡大すると、市民法・万民法という区別はその意義を失ったが、それは現状を追認しただけでほとんど変化は感じられなかった。外国人に対するローマ市民権の付与という名目とは逆に、実際には、自然法ともいうべき合理性・公平性を有するに至った万民法がもともとのローマ市民に適用されていくという歴史を辿ったからである。

### 古典期後
3世紀中葉から、ローマ帝国では、法文化の刷新が次々に進むような条件が揃わなくなり始めた。皇帝は政治生命のあらゆる場面で親政の強化を目論み始め，政治的・経済的状況が全般的に悪化し、共和政体の特徴をいくらか留めていた元首政という政治制度も、君主政という絶対君主制に変容し始めた。法学や法を、絶対君主が設けた政治的目標を達成するための道具ではなく、学問とみなす法律家の存在は、新秩序にはうまく適合しなくなり、著作はほとんど書かれなくなった。3世紀中葉以降の法学者で名前が知られている者は少ない。
395年にローマ帝国が東西に分裂すると、さらに西方ではローマ法は衰退していった。法学と法教育は帝国の東側である程度続いたが、476年にゲルマン人の一支族であるフランク人が西ローマ帝国を滅ぼすと古典期の法の精妙な議論は軽視され、ついには忘れ去られた。古典期の法はいわゆる卑俗法に取って代わられた。ガイウス、ウルピアヌスなど古典期の法律家の著作やテオドシウス法典はまだ知られていたものの、その内容はあまりに高度であると考えられ、ゲルマン的慣習に適するように書き換えられてしまった。その結果、アラリック抄典などが編纂された。

### ユスティニアヌス法成立期
東ローマ帝国においては、古代ローマ帝国最後の皇帝であるユスティニアヌス帝が市民法大全を創造した。ユスティニアヌス1世は法務長官トリボニアヌスをはじめとする10名に、古代ローマ時代からの自然法および人定法（執政官や法務官の告示、帝政以降の勅法を編纂させ、完成した『旧勅法彙纂』を529年に公布・施行した。ついで、トリボニアヌスを長とする委員に法学者の学説を集大成させた。これが533年に公布された『学説彙纂』である。これと同時に、初学者のための簡単な教科書『法学提要』も編纂させ、これまた533年に公布・施行された。このあと、新しい勅法が公布されており、かつ『学説彙纂』や『法学提要』の編纂によって、『旧勅法彙纂』を改定する必要が生じた。ユスティニアヌス帝はトリボニアヌスをして新たに勅法の集成を命じた。これで生まれたのが『勅法彙纂』であり、534年に公布・施行された。

### ユスティニアヌス法成立期後

#### 東ヨーロッパのローマ法
東ローマ帝国においては、ユスティニアヌス法典が法実務の基礎となった。レオーン3世は、8世紀前半にエクロゲーという新たな法典を公布した。
9世紀には、バシレイオス1世とレオーン6世がユスティニアヌス法典中の勅法彙纂と学説彙纂を総合的にギリシャ語に翻訳させ、バシリカ法典として知られるようになった。ユスティニアヌス法典やバシリカ法典に記録されたローマ法は、東ローマ帝国の滅亡とオスマン帝国による征服の後でさえ、ギリシャ正教の法廷やギリシャにおいては法実務の基礎となり続けた。

#### 西ヨーロッパのローマ法
西ヨーロッパでは、ユスティニアヌスの権威はイタリア半島やイベリア半島の一部までしか及ばなかった。東ローマ帝国が東ゴート王国を滅ぼし、わずかな間ではあるが、イタリア半島を制圧したことから、ローマ・カトリック教会がユスティニアヌス法典の保存者となった。
その他の地域では、ゲルマン諸王が独自に法典を公布し、多くの事案で、かなり長い間、ゲルマン諸部族には彼ら独自の法が適用されたが、ローマ市民の末裔には卑属法が適用されていた。もっとも、それらの中にも先行する東ローマの法典の影響を確かに見て取ることができるが、中世初期には法実務に対する影響力はわずかであった。ローマ法は、教会法に影響を与えることにより細々と生き続けていた。西ヨーロッパでもユスティニアヌス法典のうち勅法彙纂と法学提要は知られていたが、勅法彙纂は雑多な法の集合にすぎず、法学堤要は初心者向けの内容にすぎなかった(それでも当時のゲルマンの法律家のとってはその内容は難解で十分に理解できるものではなかった。)。西ヨーロッパでは、学説彙纂は何世紀もの間おおむね無視されていたが、その理由はあまりに大部で理論的に難解であったことにあり、十字軍をきっかけにヘレニズム文化がイスラムを通じて伝播されることによりようやく学説彙纂の真の価値が再発見される下準備が整った。
1070年ころ、イタリアで学説彙纂の写本（いわゆるフィレンツェ写本）が再発見された。この時から、古代ローマの法律文献を研究する学者が現れ、彼らが研究から学んだことを他の者に教え始めた。こうした研究の中心となったのはボローニャだった。ボローニャの法学校は次第にヨーロッパ最初の大学の一つへと発展していった。中世ローマ法学の祖となったのはイルネリウスであり、難解な用語を研究し、写本の行間に注釈を書いたり、欄外に注釈を書いたりしたことから註釈学派と呼ばれた。ボローニャ大学でローマ法を教えられた学生達は、皆ラテン語を共通言語に、後にパリ大学、オクスフォード大学、ケンブリッジ大学などでローマ法を広め、西欧諸国に共通する法実務の基礎を築いた。
14世紀から15世紀にかけてバルトールス・デ・サクソフェラートを代表とする註解学派と呼ばれる一派がおこり、「バルトールスの徒にあらざるものは法律家にあらず」とまで言われた。彼らは、ローマ法の多くの規範が、ヨーロッパ中で適用されていた慣習的な規範よりも、複雑な経済取引を規律するのに適していることに着目し、推論によって抽象的な原理を導き、当時の経済状況に合わせた自由な解釈を行なった。このため、ローマ帝国の滅亡から何世紀も経った後に、ローマ法や、少なくともそこから借用した条項が、再び法実務に導入され始めた。多くの君主や諸侯がこの過程を活発に支援した。彼らは、大学の法学部で訓練を受けた法律家を顧問や裁判担当官として雇い入れ、例えば、有名な「元首は法に拘束されない」といった法格言を通じて自らの利益を追求した(参考：主権)。中世においてローマ法が選好された理由はいくつかある。それは、ローマ法が、財産権の保護や、法主体およびその意思の対等性（特定の富裕者、大企業、権力者といった強者とそれ以外の弱者との間の契約であっても、強者の意思が弱者に優越するというものではないというイメージで捉えられたい。）を規定していたからでもあるし、ローマ法が遺言によって法主体が財産を随意に処分し得る可能性を規定していたからでもある。このように発展してきたローマ法が教会法やゲルマンの慣習、特にレーエン法と呼ばれる封建法の要素と混交された結果、ある法制度が出現した。この法制度は、大陸ヨーロッパの全域（およびスコットランド）に共通のものであり、ユス・コムーネと呼ばれた。このユス・コムーネやこれに基礎をおく法制度は、通常、大陸法として言及される。
16世紀中葉までに、再発見されたローマ法はほとんどの西欧諸国における法実務を支配するに至り、ローマ法の継受がされた。教会法とローマ法の博士をとったものは「両法博士」と呼ばれ大きな影響を持った。特に現在のドイツでは、広範な地域で、ドイツ法に強い影響を与えたため、これを「包括的継受」という。17世紀になると、ドイツでは、ローマ法が自国内の各領邦に共通に適用される普通法として強い影響を与えるとともに、各領邦の社会情勢に応じて自由にローマ法を解釈するようになり、このような解釈態度は「パンデクテンの現代的慣用」と呼ばれた。
イングランドだけは、ローマ法を部分的に継受するにとどめた。その理由の一つは、ローマ法が再発見された当時、イングランドでは既にコモン・ローが成立し、発展を始めていたという事実である。ローマ法が神聖ローマ帝国やカトリック教会、絶対主義を連想させるというのも一つの理由にあげることもできるが、英国法の歴史から明らかなように、スコットランドがイングランドに対抗するという理由から大陸法を継受したという事実がイングランドにとってローマ法をますます受け入れ難いものとした。この結果、イングランドの制度であるコモン・ローは、ローマ法を基礎とする大陸法と並立して発展していった。とはいえ、「先例拘束の原則」のようにローマ法由来の概念もコモン・ローに入って来ている。特に19世紀初頭、ウィリアム・ブラックストンのように、イングランドの法律家や裁判官は意識的にヨーロッパ大陸の法律家や直接ローマ法から規則や発想を借用しようと努めた。また、イングランドの「海事裁判所」はコモン・ローを使わず、ユス・コムーネを使用していた。
フランスでは、16世紀になると、ルネサンス・人文主義を思想的背景に、文献学的・歴史学的にローマ法大全の古典古代の法文を厳密に探求することを掲げる人文主義法学と呼ばれる一派がおき、バルトールス学派を批判した。また、神聖ローマ帝国に対抗するという政治的な理由から早くからローマ法の影響を脱し、独自のフランス法が発展をみていたが、1804年、フランス民法典が施行されると、19世紀のうちに、多くのヨーロッパ諸国では、フランス法を模範として採用するか、自国固有の法典を起草するかのどちらかになって国家が法典化に乗り出した時に、ローマ法を実際に適用する動きや西欧流のユス・コムーネの時代は終わりを迎えた。
もっとも、当時のドイツは、各領邦が分裂した政治的状況にあったため、統一的な法典を制定することを主張するゲルマニステンと反対派のロマニステンの法典論争がなされたが、結果的には、ドイツ民法典が1900年に施行されるまで、原則的には普通法たるローマ法が適用され続けた。
日本は明治期に主にドイツを経由して大陸法を継受したので、日本法は、間接的にローマ法の強い影響を受けている。

## 解説
ここではローマ法の重要概念のいくつかを解説する。

### 市民法、万民法、自然法

#### ius civile (市民法)
「市民法」 (羅: ius civile)とは、元来は「ius civile quiritium」と呼ばれ、ローマ市民に共通して適用される法の体系であった。市民法のうちでも特別法 (羅: ius singulare)は、何らかの人やもの、あるいは法的関係に対して適用される、一般的な通例の法とは異なる特別な法のことである（「特別」というのは、それが法制度の一般的な原理に対する例外であるからである）。その例として、遠征中に軍務についた人が書いた遺言に関する法がある。この場合、通常の環境下で市民が遺言を書く場合に要求される厳格な形式が免除される。

#### ius gentium (万民法)
「万民法」 (羅: ius gentium)とは、外国人同士の問題や外国人とローマ市民との間の取引に共通して適用される法の体系である。都市法務官も、市民が当事者になった紛争について裁判権を有する人々であったが、ローマは、その勢力の拡大と共に、ローマ市民と外国人との取引が増えるに連れて、新たに市民と外国人が当事者になった紛争についての裁判権を有する外事法務官との官職が設けられ、万民法がもともとのローマ市民に適用されていった。それは、万民法こそ古拙な宗教的性格を特徴とした古めかしい市民法を乗り越えた経済的合理性を有していたからである。

#### ius naturale (自然法)
万民法と共通性を有しつつも少し異なる観点の「自然法」 (羅: ius naturale)という概念もある。ガイウスは、なぜ「万民法」は帝国内に住むあらゆる人に受け入れられているのかを考えた。その結論は、これらの法は人間の自然な理性に沿ったものであり、それ故に皆が従うのだというものであった。そこで、通常の人間の理性に沿った万民法を「自然法」と呼んだ。ウルピアヌスは、自然法と万民法を区別し、奴隷制は「万民法」の一部ではあっても、「自然法」の一部ではないとした。当時奴隷制は帝国全土のみならず、様々な国で認められるごく普通の制度であったが、それは、人間固有の制度であって、全ての動物に共通する自然法でない。それゆえ奴隷は万民法に従って解放されると、自然の状態に戻って自由を取り戻すことができると考えられた。

### 公法と私法
公法はローマ国家の利益を保護するのに対して、私法は個人を保護すべきものである。ローマ法においては、私法には、身分法、財産法、民法および刑法が含まれ、訴訟は私的な手続であった 。犯罪も私的なものだった（国家が訴追するような最も重大なものは除く）。公法は私法の中でもローマ国家に密接に関わり得るような領域のものだけを含んでいた。ローマは、その勢力の拡大と共に、ローマ市民と外国人の法的紛争に対応する必要が生じ、そのため私法を中心に法学が発展していった。そこでは、ローマ市民であると、外国人であるとを問わず、お互いに対等な立場にある個人の意思を出発点とした抽象的な法理論が発展した。近代法の特徴とされる故意責任と過失責任の区別がなされたのも古代ローマに遡ることができる。
公法は遵守が義務づけられた法的規制を表現するためにも用いられた。今日では強行規範と呼ばれる。これらは、当事者間の合意で変更したり排除したりすることができない規制である。変更できる規制は、今日では任意規範と呼ばれ、当事者が何かを共有し、かつ対立していない場合に用いられる。このような区別がなされるのも個人の意思を中心に法体系をつくるローマ法の理論に基づく。

### 不文法と成文法
不文法と成文法とは、文字通りにいえば、それぞれ書かれていない法と書かれた法をいう。
実際には、両者の違いはその生成過程にあり、（生成後に）文字で書き留められたかどうかは必ずしも問題ではない。

#### 不文法
不文法は、慣習となった実務から現れ、時代を超えて拘束力を有するようになった普遍的な法の総体である。大ざっぱにいえば、「この人が決めたことだから従う義務がある」というような特定の「この人」（これを「立法者」という。）がいないにもかかわらず、様々な実務家が繰り返しある規範を採用し、その規範に従う義務があるという共通認識が社会全体にもできたとき、その規範を普遍的な法という意味で普通法 と呼ぶ。

#### 成文法
「成文法」は、立法者が文章によって制定した法の総体である。こうした法は、ラテン語で「leges」や「plebiscita」、日本語の「国民投票」であり、平民会の起源）と呼ばれた。ガイウスの法学提要によれば、ローマの法は、次のようなもので成り立っている。
- 平民会の議決[注 10]
- 元老院の議決[注 44]
- 元首の勅法[注 45]
- 公職者の告示[注 15]
- 法学者の回答[注 46]

### 人民の権利
法制度におけるある人の位置を表現するために、ローマ人は「status」という表現を使うのが通例であった。人は、外国人とは異なる「ローマ市民」（羅: status civitatis）であったり、奴隷とは異なる「自由な身分」（羅: status libertatis）であったり、「家父長」（羅: pater familias）やその下の家人といったローマ人「家族の一員」（羅: status familiae）であったりしたわけである。このうち、古代ローマの法制を理解するにあたり、最も重要なのが家長権である。

### ローマの訴訟
古代ローマでは、個々の市民が自ら訴えを提起しなければならなかった。訴えの提起は、書面の起訴状ではなく、原告が被告を口頭で呼び出す方法によりなされていた。十二表法に定められた儀礼を口頭で行うことにより被告は法廷に出廷することが義務付けられた。被告がこれを拒否したときは、原告は証人を呼んだ上で被告を法廷へ連行することが許された。被告がなお抵抗するときは、拿捕することも許された。

#### 神聖賭金訴訟
十二表法はいくつかの法律訴訟を定めていた。そのうちの一つが「神聖賭金訴訟」（神聖賭金による法律訴訟）である。神聖賭金は、自己呪詛という宗教的意味合いをもった一種の供託金で、敗訴した場合には罰金として支払う必要があった。

#### 審判人申請による法律訴訟
もう一つが審判人申請による法律訴訟であるが、これは、神聖賭金が不要な点に大きなメリットがあった。審判人申請による法律訴訟は、法廷手続と審判人手続に大きく二分されていた。被告が法廷に出席すると、法廷手続へ移行した。法廷手続で訴権を定め、争点決定という儀式的行為を行うことにより係属した。訴えが係属すると、審判人手続へと移行し、審判人が指名され、その訴えの判決が示された。

#### 拿捕による法律訴訟
判決を執行するための手続として、拿捕による法律訴訟が定められていた。判決後、債務者は執行を免れるため30日間の猶予期間が与えられたが、その間に債務の支払をしなかった場合に初めて債権者は執行を行うことができた。債権者は、またもや債務者を口頭で法廷に呼び出さなければならなかったが、法廷では、判決後30日の間に債務者が債務から解放する行為を行ったかどうかだけが審理され、それが認められないときは、債権者は債務者を60日間私的に拘禁することができた。債権者は、債務者を60日の間に市場で3回売りに出すことができ、この機会に買い手が見つからなければ、債務者を殺すか、外国へ追放しなければならなかった。
以上に対し、被告が原告の請求を認諾した場合、握取行為による債務、現行犯の窃盗犯に対する債務等債務が公知の場合には、勝訴判決を得ることなく、拿捕による法律訴訟を提起することができた。

#### 方式書訴訟
紀元前326年、ポテリスス法によって、拿捕の際に被告を鎖で繋ぐことが禁じられると、古来の民事訴訟手続は実効性を失い、制度改革の必要が自覚されるようになった。十二表法で定められた民事訴訟手続は確定文言によって訴権を定める厳格な形式性・保守性を特徴とする儀礼的なもので、一度間違えるとやり直しがきかず、原告が敗訴するという硬直性を有していたため、より弾力的で、やがて法律訴訟にとって代わる方式書訴訟が発展を始めた。方式書訴訟では、法律訴訟のように債務者を拘束するような人的執行は許されず、債務者の財産についてのみ執行が許された。判決後、正当な30日の猶予期間を経っても債務者が債務から解放する行為を二度行わなかったときは、債権者は債務者の全財産を占有することができ、間もなく破産管財人が選任されて、全財産を市場で売却し、債務の支払に充てることができた。

#### 審理人
共和政時代やその後もローマの訴訟手続が裁判官によって担われるようになるまでの間は、裁判の審理および判決は、通常は審理人と呼ばれる一人の私人が行なっていた。審理人は男性のローマ市民に限られていた。当事者は指名された審理人に同意するか、「album iudicum」と呼ばれた名簿の中から審理人を指名することができた。当事者双方が合意できる審理人が見つかるまで名簿順に下がって行き、もし誰も合意できなければ名簿の1番下の審理人を選ばなければならなかった。重大な公益がかかっている訴えについては、5人の審理人で法廷を構成することがあった。まず、当事者が7人を名簿から選び、次に、その7人の中から無作為で5人が選ばれた。彼らは審理員と呼ばれた。この仕事は荷が重いと考えられていたため、訴えを裁判する法的義務は誰も負わなかった。しかし、裁判をする道徳的な義務はあり、これは「職務」という言葉で知られていた。審理人は訴訟を指揮するやり方について大幅な裁量権を有していた。審理人はあらゆる証拠を考慮して、適当と思われる方法で判断を示した。審理人は法律家でもなければ法的な技術も持たなかったので、訴えの技術的な側面について法律家に諮問することも多かったが、法律家の回答には拘束されなかった。訴訟が終結しても、審理人にとって事案が明確になっていなければ、審理人は、事案不明確を宣言して判決を拒否することもできた。また、判決が何らかの技術的な問題（申立ての種類など）によって左右されるときは、判決宣告までにいくら時間をかけても構わないとされていた。審理人の判決は、特別の権威があるものとされ、上訴することは許されなかった。

#### 特別審理
その後、審理人に代わり裁判官が登場するようになると、こうした手続は姿を消し、いわゆる特別審理の手続に置き換わった。すべての事件が公職者である裁判官の前で審理された。裁判官は審理と判決をする義務があり、判決に対しては上級の公職者裁判官に控訴をすることができた。

## ローマ法の現在
現在、ローマ法はもはや法実務においては適用されておらず、南アフリカやサンマリノのような一部の国の法制度が、今もなお旧来のユス・コムーネに基礎を置いているのみである。
しかしながら、法実務が近代法典に基礎を置いているとしても、担保責任を始め多くの法制度ないし規範がローマ法に由来しており、ローマ法の伝統と完全に断絶している法典は存在しない。むしろ、ローマ法の規定をより時代に密着した制度として適合させ、その国の言葉で表現したのが近代的な法典である、とすらいえよう。ローマ法の影響は法律学の用語にも広く及んでおり、契約締結上の過失（ドイツ民法典311条）、合意は守られるべし、先例拘束の原則といった例がある。そのために、ローマ法の知識は今日の法制度を理解する上で不可欠なものである。それゆえ、大陸法圏においては、しばしばローマ法が法学部生の必修科目とされる。
日本では、戦前はローマ法の履修が重要視されていたが、戦後はそのような傾向はなくなった。もっとも、契約締結上の過失は不法行為責任として裁判例でも認められており、また、合意は守られるべしとの原則も明文の規定はないが、解除には帰責事由がなければ許されないとの解釈の下に定説として認められており、日本法にも少なからぬ影響を及ぼしている。
現在、EUでは、統一的な法制度の策定が試みられている。1999年6月19日、2010年までにヨーロッパ全域に統一的な大学の枠組を確立するとするボローニャ宣言を発表した。これは、法曹養成のグローバル化対応を図るため、アメリカ合衆国のロー・スクール制度のように、3年の学士課程に加えて2年の修士課程を設け、5年間の専門的で統一的な履修制度をヨーロッパに導入すべきとするものである。このような試みもかつてローマ法が各国の枠を超えて共通の法として通用していた歴史があればこそと言われている。